# 山下恭平
山下 恭平（やました きょうへい、1998年10月12日 - ）は、日本の男子バドミントン選手。BWF世界ランキング最高位は13位。
NTT東日本バドミントン部に所属。2022年からバドミントン日本代表ナショナルチームA代表に選手されている。

## 経歴
小学生の頃から年代別日本代表に選出。
大学時代には男子ダブルスで学生王者に2回なっている。
2019年からは、5歳上の篠谷菜留とペアを組み、2020年の全日本総合選手権でベスト4入りを果たす。同年の世界選手権では、準決勝まで駒を進め、同胞の渡辺勇大 / 東野有紗ペアに13-21, 8-21で敗れるも、見事銅メダルを獲得した。
2022年の全日本総合選手権では、2歳下の緑川大輝とペアを組んで男子ダブルスでも出場し、見事ベスト4入りを果たした。